# Dancing Queen (pel·lícula)
Dancing Queen és una pel·lícula noruega del 2023 dirigit per Aurora Gossé. És el primer llargmetratge de Gossé com a director. Liv Elvira Kippersund Larsson interpreta la Mina, de 12 anys, que s'enamora d'un jove artista de hip-hop que comença a l'escola i, per tant, intenta unir-se al seu grup de dansa, malgrat que no sabet ballar. S'ha doblat i subtitulat al català.
La pel·lícula es va exhibir per primer cop al Festival de Cinema de Berlín el 18 de febrer de 2023 i es va estrenar als cinemes de Noruega el 10 de març del mateix any. Va ser nomenada a la millor pel·lícula infantil al premi Amanda 2023. També ha guanyat el premi a la millor comèdia al festival de cinema infantil BUFF de Malmö, el premi del públic al Festival Internacional de Cinema de Seattle i el premi ECFA a la millor pel·lícula infantil europea al Festival Internacional de Cinema Infantil de Kristiansand, tot el 2023. Va ser nominada a l'Os de Cristall a la millor pel·lícula infantil i juvenil durant el Festival de Cinema de Berlín.

## Repartiment
- Liv Elvira Kippersund Larsson: Mina
- Viljar Knutsen Bjaadal: Edwin també conegut com l'artista E.D. Win
- Anne Marit Jacobsen: l'àvia de la Mina
- Andrea Bræin Hovig: Anne Berit, mare de la Mina
- Cengiz Al: Shaan, professor de dansa
- Anders Baasmo: Ove, pare de la Mina
- Sturla Harbitz: Markus
- Frida Ånnevik: Lærinne